# Трусова Анна Анатоліївна
А́нна Анато́ліївна Тру́сова (рос. Анна Анатольевна Трусова; нар. 29 листопада 1985, Мурманськ, РРФСР) — російська борчиня вільного стилю, чемпіонка Європи. Майстер спорту Росії міжнародного класу з вільної боротьби.

## Біографія
Боротьбою почала займатися у тринадцятирічному віці в Мурманську під керівництвом свого батька Анатолія Трусова. До цього займалася спортивною гімнастикою. Згодом переїхала до Москви. Тренувалася у Спеціалізованій дитячо-юнацькій спортивній школі олімпійського резерву № 42 («СДЮСШОР № 42») Москомспорту. Була чемпіонкою (2005) та срібною призеркою (2004) чемпіонатів Європи серед юніорів. Бронзова призерка Чемпіонату Росії 2008 року.
У грудні 2011 року спортсменка потрапила у важку автомобільну аварію. Під час Кубку Росії, що проходив у підмосковному Чехові, машину Анни що їхала з Москви у сильний снігопад, занесло і вдарило об відбійник. Спортсменка вдарилась головою об стійку і знепритомніла. Лікарі діагностували закриту черепно-мозкову травму і субдуральну гематому. Крім того — пошкодження коліна, розрив меніска і перелом лопатки. Анна навіть на деякий час втратила пам'ять. Її стан оцінили як критичний. Спортсменка видужала, але після отриманих травм, досягти попередніх спортивних успіхів вже не вдалося.
Після завершення активних виступів на спортивному килимі працює інструктором-методистом відділення художньої гімнастики Спеціалізованої дитячо-юнацької спортивної школи олімпійського резерву № 42.

## Спортивні результати на міжнародних змаганнях

### Виступи на Чемпіонатах Європи
| Змагання                         | Збірна | Вагова категорія          | Місце  |
| -------------------------------- | ------ | ------------------------- | ------ |
| Чемпіонат Європи з боротьби 2008 | Росія  | жіноча боротьба, до 51 кг | Золото |
| Чемпіонат Європи з боротьби 2010 | Росія  | жіноча боротьба, до 51 кг | 15     |

### Виступи на Кубках світу
| Змагання                    | Збірна | Вагова категорія          | Місце |
| --------------------------- | ------ | ------------------------- | ----- |
| Кубок світу з боротьби 2004 | Росія  | жіноча боротьба, до 48 кг | 6     |
| Кубок світу з боротьби 2009 | Росія  | жіноча боротьба, до 51 кг | 9     |

### Виступи на інших змаганнях
| Змагання                                    | Збірна | Вагова категорія          | Місце  |
| ------------------------------------------- | ------ | ------------------------- | ------ |
| Гран-прі Німеччини з боротьби 2004          | Росія  | жіноча боротьба, до 51 кг | Бронза |
| Гран-прі Німеччини з боротьби 2007          | Росія  | жіноча боротьба, до 51 кг | Бронза |
| Klippan Lady Open 2008                      | Росія  | жіноча боротьба, до 51 кг | Золото |
| Золотий Гран-прі з боротьби 2008            | Росія  | жіноча боротьба, до 51 кг | Бронза |
| Klippan Lady Open 2009                      | Росія  | жіноча боротьба, до 51 кг | Золото |
| Klippan Lady Open 2010                      | Росія  | жіноча боротьба, до 51 кг | Золото |
| Золотий Гран-прі з боротьби 2010 (Кліппан ) | Росія  | жіноча боротьба, до 51 кг | Золото |
| Henri Deglane Challenge 2011                | Росія  | жіноча боротьба, до 48 кг | Бронза |

### Виступи на змаганнях молодших вікових груп
| Змагання                                       | Збірна | Вагова категорія          | Місце  |
| ---------------------------------------------- | ------ | ------------------------- | ------ |
| Чемпіонат Європи з боротьби серед юніорів 2004 | Росія  | жіноча боротьба, до 51 кг | Срібло |
| Чемпіонат Європи з боротьби серед юніорів 2005 | Росія  | жіноча боротьба, до 51 кг | Золото |